# Національне управління архівів та документації

Герб управління

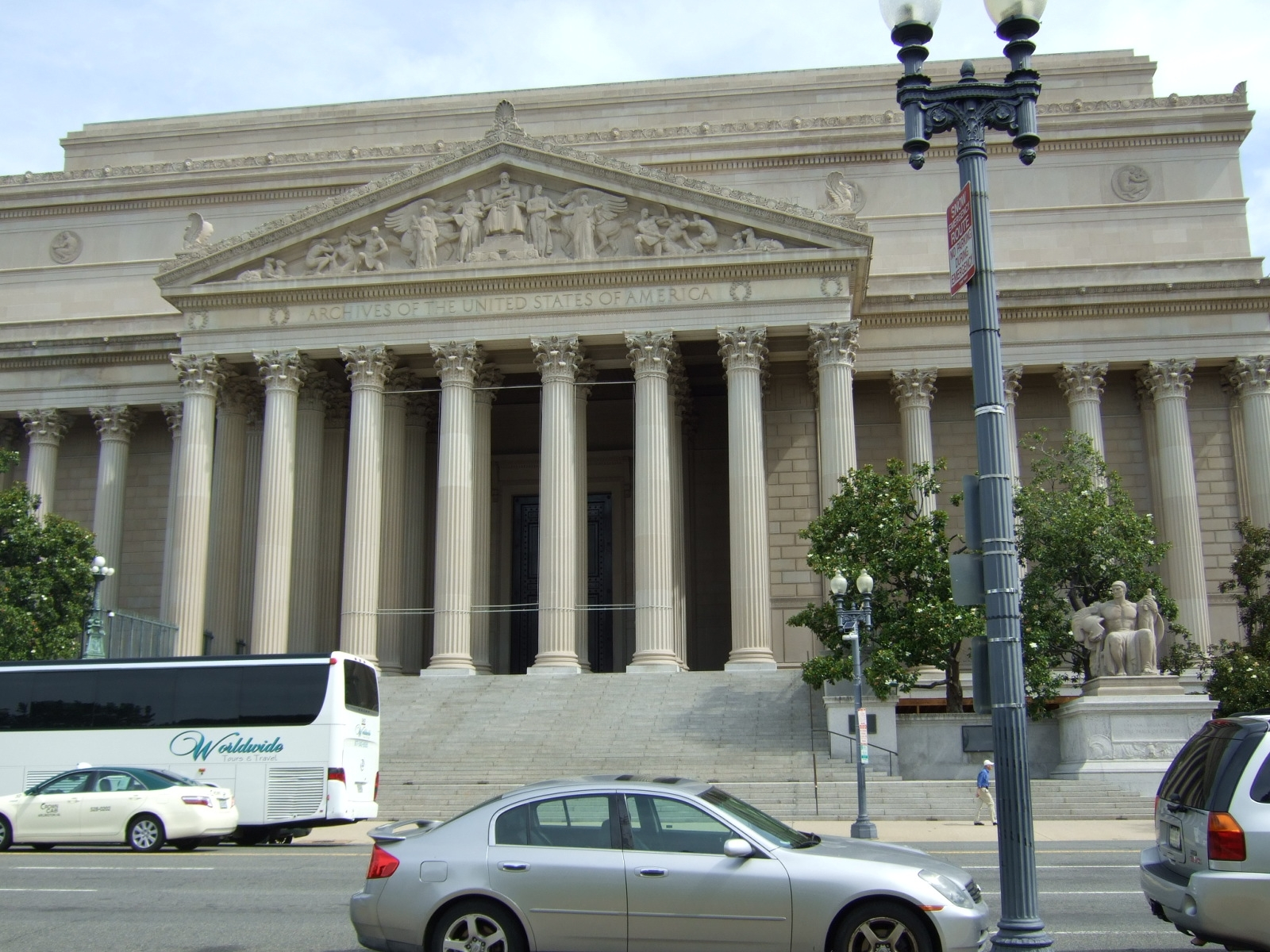
Будівля NARA

Національне управління архівів та документації, також: Національні архіви (англ. National Archives and Records Administration (NARA)) — незалежне урядове агентство Сполучених Штатів Америки. Створено в 1984 р. У Національних архівах зберігаються оригінали таких основоположних історичних документів, як Декларація незалежності США, Конституція США, Білль про права.
У липні 2011 року Національне управління архівів та документації виділило понад 100 тисяч історичних фотографій та документів для Вікісховища.